# Шустов, Николай Семёнович
Никола́й Семёнович Шу́стов (29 декабря 1834 [10 января 1835], Санкт-Петербург — 5 [17] декабря 1868, там же) — русский живописец, представитель позднеакадемической школы, портретист и мастер исторической картины. Участник «бунта четырнадцати» (в 1863), один из членов-учредителей Петербургской артели художников (с 1863). Академик Императорской Академии художеств (с 1865).

## Биография
Родился в Санкт-Петербурге; сын купца 3-й гильдии. В 1855 году поступил вольноприходящим в Императорскую Академию художеств по классу исторической живописи под руководством Петра Басина. В 1856 году Шустов получил малую серебряную медаль за живопись с натуры, а в следующем году такую же медаль за рисунок с натуры и большую серебряную медаль за этюд с натуры. В 1858 году Шустов представил совету Академии на соискание малой золотой медали свою программу картины: «Иоанн III свергает татарское иго, разорвав изображение хана и приказав умертвить послов». За эту картину Шустову была выражена Академией благодарность и в 1861 году он был награждён за неё малой золотой медалью.
Два года спустя, Шустову, вместе с другими учениками Академии, предложено было для получения большой золотой медали написать картину на сюжет «Валгалла», но он отказался и вместе с Иваном Крамским, Константином Маковским и 11 другими товарищами вышел из Академии со званием классного художника. Молодые художники организовали «артель русских художников», в которой Шустов работал до самой своей смерти. В 1865 году на выставке произведений этих художников обратил на себя внимание портрет генерал-губернатора Восточной Сибири М. С. Корсакова работы Шустова, и Академия художеств за этот портрет возвела его в звание академика исторической живописи. Кроме портрета Корсакова, Шустов оставил после себя ещё несколько хороших портретов, а из немногочисленных картин его известны: «Призвание боярина Михаила Федоровича Романова» и «Иоанн Грозный у гроба убитого им сына». Шустов скончался в Петербурге в начале февраля 1869 года.
|                               | Шустов считался y товарищей большим талантом, от него ждали многого. Это был необыкновенно красивый брюнет с очень выразительными черными глазами и гениально высоким и широким лбом. Нельзя было придумать более идеальной наружности художника. К несчастью, бурной артистической молодостью он расстроил своё здоровье, заболел психически и вскоре yмер, оставив молодую женy. |
| Илья Репин «Далёкое близкое». | |

## Галерея

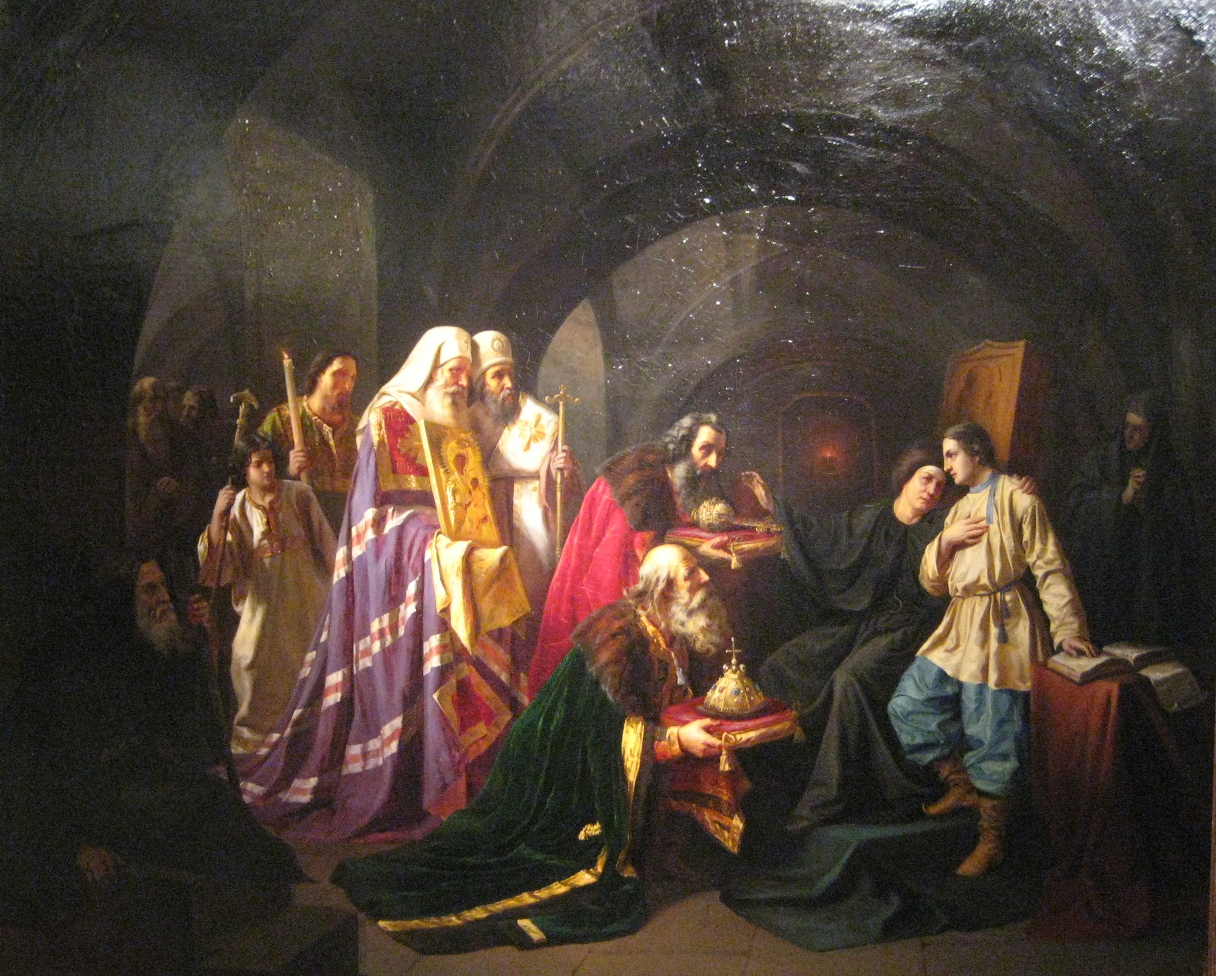
Призвание Михаила Федоровича на царство[7] (1859)
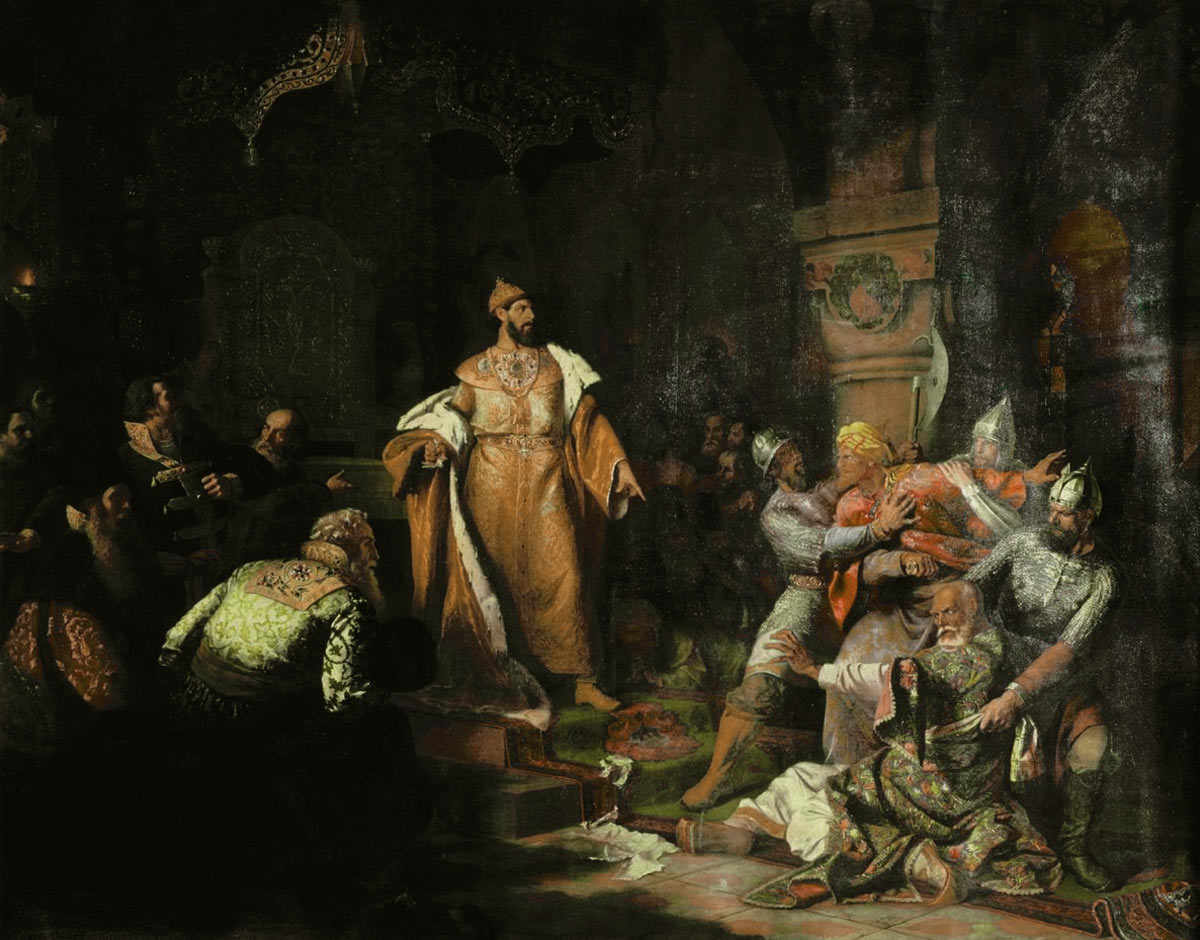
Иоанн III свергает татарское иго, разорвав изображение хана и приказав умертвить послов[8] (1862)
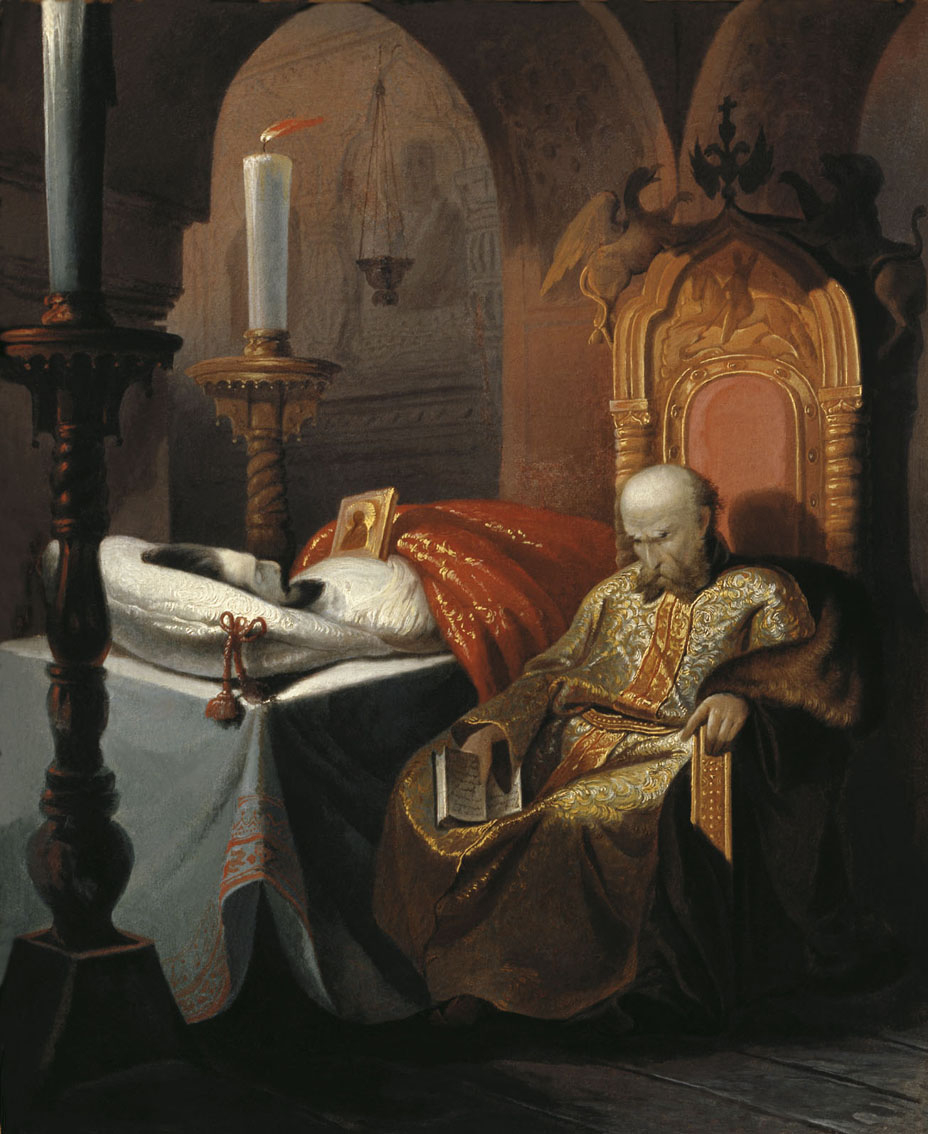
Иоанн Грозный у гроба убитого им сына[9] (1860-е)
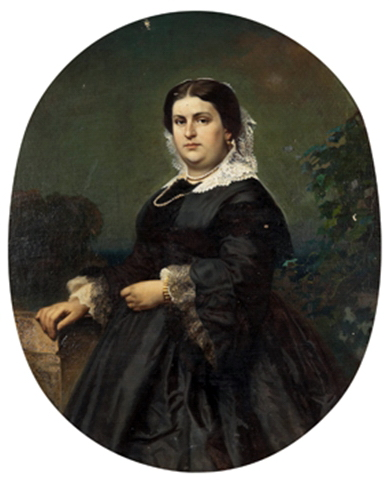
Портрет Карин Паландер Поппиус[10] (1867)
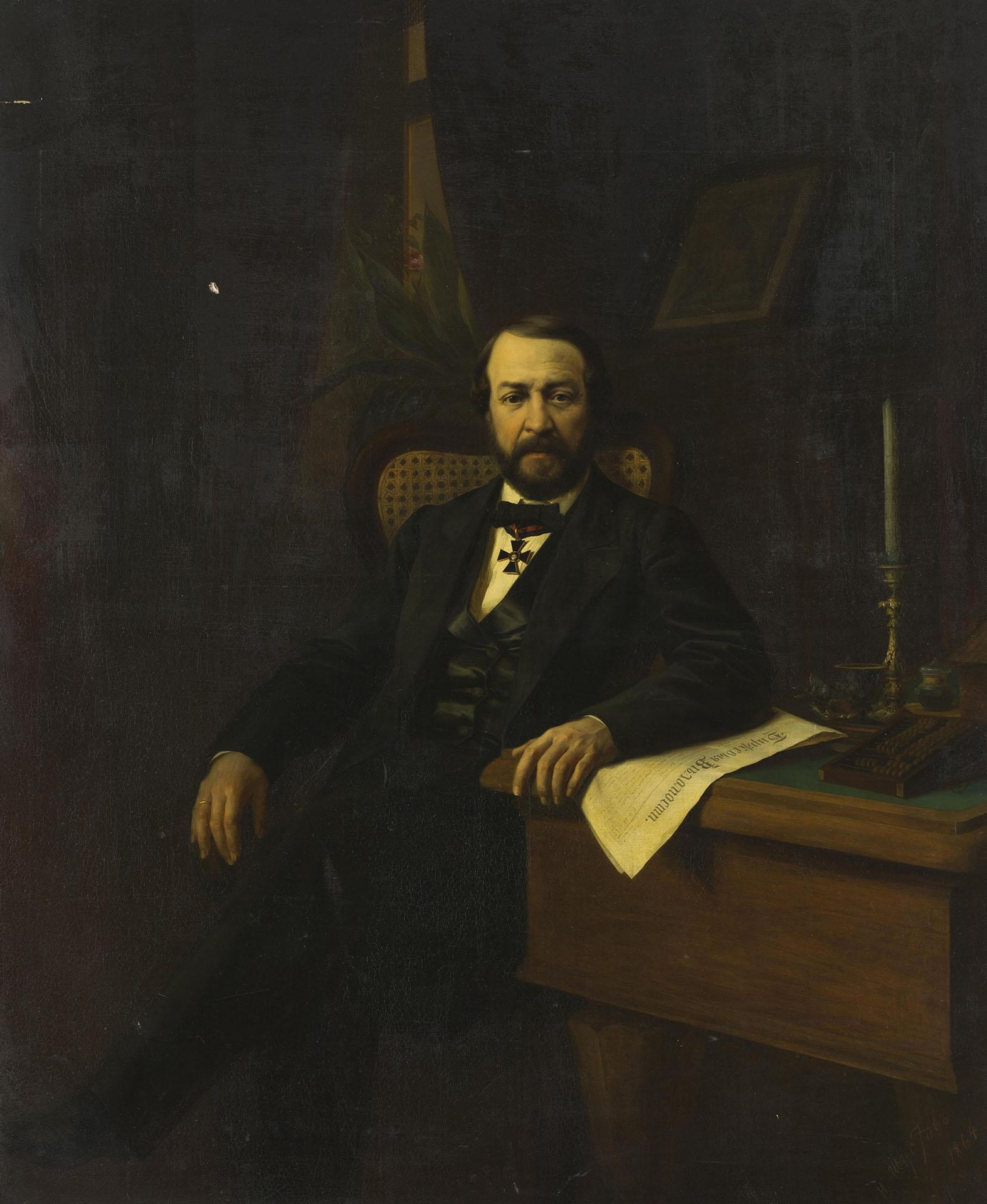
Портрет купца 2-й гильдии Василия Федулович Громова. 1864 Холст, масло. 161 × 134 см Эрмитаж, Санкт-Петербург